# Ngô Thị Tuyển
Ngô Thị Tuyển sinh năm 1946 tại làng Thanh Hoa (nay là phường Nam Ngạn, thành phố Thanh Hóa). Bà được biết đến là một nữ Anh hùng lực lượng vũ trang nhân dân, mang quân hàm Trung tá. Trong thời kỳ kháng chiến chống Mỹ cứu nước, bà là một nữ dân quân tại khu vực Hàm Rồng. Ngày 1 tháng 1 năm 1967, bà được Nhà nước Việt Nam phong tặng danh hiệu anh hùng lực lượng vũ trang nhân dân.